# Викторовка (Крым)
Ви́кторовка (до 1948 года Кучу́к-Яшла́в; укр. Вікторівка, крымскотат.  Küçük Yaşlav, Кучюк Яшлав) — село в Бахчисарайском районе Крыма (согласно административно-территориальному делению Украины входит в состав Ароматненского сельского совета Автономной Республики Крым, согласно административно-территориальному делению РФ — в Ароматненском сельском поселении Республики Крым).

## Современное состояние
Площадь, занимаемая селом, 98,6 гектара, на которой в 354 дворах, по данным сельсовета, на 2009 год, числилось 859 жителей. В селе 13 улиц, действуют начальная общеобразовательная школа с русским и крымскотатарским языками обучения и мечеть «Кучюк Яшлав джамиси».

## География
Село Викторовка расположено недалеко от восточного края Внешней гряды Крымских гор, в верховье небольшой долины Ат-Коба, в 12 километрах от райцентра, на шоссе 35Н-019 (по украинской классификации — С-0-10201), ведущем из Бахчисарая к расположенным на морском берегу сёлам Вилино, Песчаное и Береговое, высота центра села над уровнем моря 247 м. Ближайшее село — Маловидное, находится на северной стороне шоссе

## Название
Историческое название села — Кучук-Яшлав. Кучук (крымскотат. küçük) означает «малый», название же Яшлав происходит от аристократического рода беев Яшлавских (крымскотат. Yaşlav), которые во времена Крымского ханства владели землями в долинах Альмы и Качи и на плоскогорьях (точнее — куэстах) Третьей гряды Крымских гор между ними.

## История
По письменным источникам история села прослеживается не ранее XVIII века, но, учитывая, что здесь проходила древняя дорога из крымской столицы в главный порт ханства Гёзлев (позднее — Евпаторию) и утратившая своё значение только после строительства железной дороги, можно предположить, что возраст села гораздо больше. В Камеральном описании Крыма 1784 года записаны две деревни Другой Яждаг и Третий Яждаг, видимо, приходы-маале большой деревни. После присоединения Крыма к России (8) 19 апреля 1783 года, (8) 19 февраля 1784 года, именным указом Екатерины II сенату, на территории бывшего Крымского Ханства была образована Таврическая область и деревня была приписана к Симферопольскому уезду. После Павловских реформ, с 1796 по 1802 год, входила в Акмечетский уезд Новороссийской губернии. По новому административному делению, после создания 8 (20) октября 1802 года Таврической губернии, деревня административно входила в Актачинскую волость Симферопольского уезда.
В «Ведомости о всех селениях в Симферопольском уезде состоящих с показанием в которой волости сколько числом дворов и душ… от 9 октября 1805 года», указано наличие в Кучук-Яшлаве 18 дворов с 94 жителями, все — крымские татары, и что земли принадлежат некоему полковнику Афинсосу. На военно-топографической карте генерал-майора Мухина 1817 года дворов в деревне было уже 25. После реформы волостного деления 1829 года Кучук-Яшлав, согласно «Ведомости о казённых волостях Таврической губернии 1829 года» отнесли к Яшлавской волости (переименованной из Актачинской). На карте 1836 года в деревне 17 дворов. Затем, видимо, вследствие эмиграции крымских татар в Турцию, деревня заметно опустела и на карте 1842 года Кучук-Яшлав обозначен условным знаком «малая деревня», то есть, менее 5 дворов.
В 1860-х годах, после земской реформы Александра II, деревню передали в состав Дуванкойской волости. Согласно «Списку населённых мест Таврической губернии по сведениям 1864 года», составленному по результатам VIII ревизии, Кучук-Яшлав (или Яшлавчик) — владельческая татарская деревня с 16 дворами, 42 жителями и мечетью при фонтане. По обследованиям профессора А. Н. Козловского начала 1860-х годов, в селении имелась «прекрасная вода» в колодцах глубиной 2—3 сажени. На трёхверстовой карте 1865—1876 года деревня обозначена без указания числа дворов, с господским домом при ней. В «Памятной книге Таврической губернии 1889 года», составленной по результатам Х ревизии 1887 года, в деревне числилось 14 дворов и 71 житель.
После земской реформы 1890-х годов деревня осталась в составе преобразованной Дуванкойской волости. Согласно «…Памятной книжке Таврической губернии на 1892 год», в деревне Кучук-Яшлав, входившей в Тарханларское сельское общество, числилось 146 жителей в 26 домохозяйствах, все безземельные, на верстовой карте 1892 года в деревне обозначено 14 дворов с крымскотатарским населением. По «…Памятной книжке Таврической губернии на 1902 год» деревня Кучук-Яшлав, как населённая безземельными и не входившая в сельское общество, приписана к волости для счёта, без указания числа жителей и домохозяйств. По «Статистическому справочнику Таврической губернии» 1915 года в деревне Кучук-Яшлав Дуванкойской волости Симферопольского уезда числилось 6 дворов с русским населением в количестве 42 человек приписных жителей и 3 — «посторонних», из которых 22 мужчины и 25 женщин. Жители владели 15 десятинами земли. В хозяйствах имелось 109 лошадей, 20 волов, 45 коров и 404 головы мелкого скота. Также числилась русско-французская экономия Бостон А. Б. и Морго Г. У. «Кучук-Яшлав» с 1 двором без населения, владевшая 1305 десятинаим земли.
После установления в Крыму Советской власти, по постановлению Крымревкома от 8 января 1921 года была упразднена волостная система и село вошло в состав Бахчисарайского района Симферопольского уезда (округа), а в 1922 году уезды получили название округов. 11 октября 1923 года, согласно постановлению ВЦИК, в административное деление Крымской АССР были внесены изменения, в результате которых был создан Бахчисарайский район и село включили в его состав. Согласно «Списку населённых пунктов Крымской АССР по Всесоюзной переписи 17 декабря 1926 года», в селе Кучук-Яшлав, Биюк-Яшлавского сельсовета Бахчисарайского района, числилось 17 дворов, из них 15 крестьянских, население составляло 66 человек (35 мужчин и 31 женщина). В национальном отношении учтено: 21 русских, 29 украинцев, 4 грека и 5 армян. По данным всесоюзная перепись населения 1939 года в селе проживало 86 человек.
В 1944 году, после освобождения Крыма от фашистов, 12 августа 1944 года было принято постановление № ГОКО-6372с «О переселении колхозников в районы Крыма» по которому в район планировалось переселить 6000 колхозников и в сентябре 1944 года в район приехали первые новосёлы (2146 семей) из Орловской и Брянской областей РСФСР, а в начале 1950-х годов последовала вторая волна переселенцев из различных областей Украины. С 25 июня 1946 года Викторовка в составе Крымской области РСФСР. Указом Президиума Верховного Совета РСФСР 18 мая 1948 года Кучук-Яшлав переименован в Викторовку.

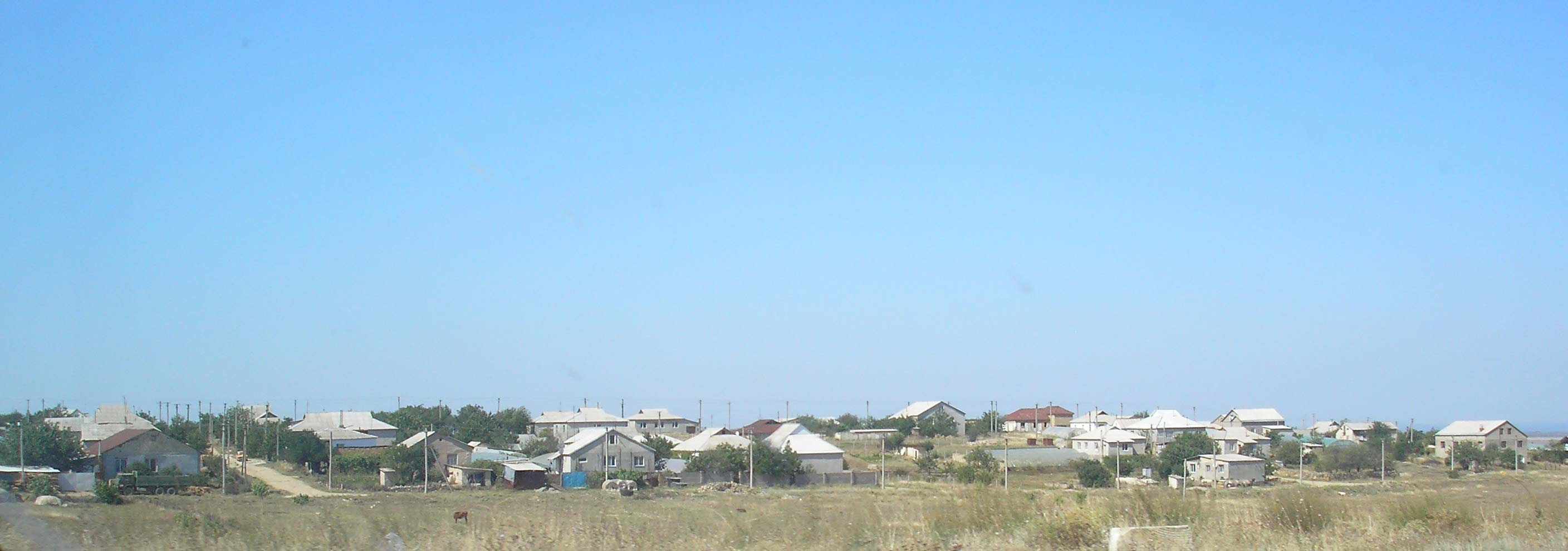
senter

26 апреля 1954 года Крымская область была передана из состава РСФСР в состав УССР. Время упразднения Репинского сельсовета и переподчинения упразднённому впоследствии Подгородненскому пока не установлено: на 15 июня 1960 года Викторовка уже числилась в его составе. С 1970 года — в составе Ароматненского. По данным переписи 1989 года в селе проживало 23 человека. С 12 февраля 1991 года село в восстановленной Крымской АССР, 26 февраля 1992 года переименованной в Автономную Республику Крым. С 21 марта 2014 года в составе Крыма аннексирована Россией.

## Население
| 1805 | 1864  | 1887 | 1892 | 1926 | 1939 |
| ---- | ----- | ---- | ---- | ---- | ---- |
| 94   | ↘42   | ↗71  | ↗146 | ↘66  | ↗86  |
| 1989 | 2001  | 2014 |      |      |      |
| ↘23  | ↗1041 | ↘736 |      |      |      |

К концу советской эпохи село практически обезлюдело (к 1990 году в селе было 7 дворов), но за последние десятилетия число жителей многократно выросло за счёт возвращающихся из мест депортации крымских татар.

### Национальный состав
- 1805 год — 94 чел. (все крымские татары)[24]
- 1915 год — 42/3 чел. (русские)[38][55]
- 1926 год — 66 чел. (29 украинцев, 21 русский, 5 армян, 4 крымских татарина)[56]

### Носители языка
Перепись населения 2001 года показала следующее распределение по носителям языка:
| Язык             | Число жит. | Процент |
| ---------------- | ---------- | ------- |
| крымскотатарский | 847        | 81,36   |
| русский          | 124        | 11,91   |
| украинский       | 45         | 4,32    |